# Mistrz i kibice
Mistrz i kibice (ros. Талант и поклонники, Tałant i pokłonniki) – radziecki krótkometrażowy film animowany z 1978 roku w reżyserii Borisa Diożkina. Film o tematyce sportowej.

## Animatorzy
Boris Diożkin, Władimir Krumin, Oleg Safronow, Wiktor Arsientew

## Wersja polska
- Wersja polska: Studio Opracowań Filmów w Łodzi
- Reżyseria: Grzegorz Sielski
- Tekst: Tadeusz Dobrzyński
- Dźwięk: Anatol Łapuchowski
- Montaż: Ewa Rajczak
- Kierownictwo produkcji: Bożena Dębowska

Źródło: